# Росомаха (приток Орловки)
Росомаха (в реестре Рассомаха) — река в России, протекает по Верхнекетскому району Томской области. Устье реки находится в 98 км по правому берегу реки Орловки. Длина реки составляет 237 км, площадь водосборного бассейна — 2230 км². Высота истока — 170 м над уровнем моря.

## Притоки
- 10 км: Ларионова (пр)
- Белоногова (пр)
- 30 км: Кольчугинская (пр)
- 60 км: Болотная (лв)
- 67 км: Развилок (пр)
- 83 км: Даптун (лв)
- 98 км: река без названия (пр)
- 108 км: Дюпкошен (лв)
- 180 км: Онгнем (лв)

## Данные водного реестра
По данным государственного водного реестра России относится к Верхнеобскому бассейновому округу, водохозяйственный участок реки — Кеть, речной подбассейн реки — бассейн притоков (Верхней) Оби от Чулыма до Кети. Речной бассейн реки — (Верхняя) Обь до впадения Иртыша.